# Dorota Urbaniak
Dorota Urbaniak, född den 6 maj 1972 i Łask i Polen, är en kanadensisk roddare.
Hon tog OS-brons i åtta med styrman i samband med de olympiska roddtävlingarna 2000 i Sydney.